# Astragalus flexilipes
Astragalus flexilipes es una especie de planta del género Astragalus, de la familia de las leguminosas, orden Fabales.

## Distribución
Astragalus flexilipes se distribuye por Irán.

## Taxonomía
Fue descrita científicamente por Bornm. Fue publicada en Mitth. Thüring. Bot. Vereins, n.f., 23: 14 (1908).